# 1849 aux échecs
| Années des échecs : 1846 - 1847 - 1848 - 1849 - 1850 - 1851 - 1852    |
| Décennies des échecs : 1810 - 1820 - 1830 - 1840 - 1850 - 1860 - 1870 |

Cet article présente les faits marquants de l'année 1849 aux échecs.

## Divers
- A l’âge de douze ans, Paul Morphy bat son oncle, Ernest Morphy, lors d’une miniature qu’il jouait à l’aveugle. Il s’agit de l’une des premières parties de l’Américain dont on a une trace écrite[1].

## Naissances
- James Mason